# Ibrahim Babangida
Ibrahim Badamasi Babangida (Minna, Nigeria, 17 de agosto de 1941) fue el octavo presidente de Nigeria y el primero del régimen militar autodenominado Consejo de Gobierno de las Fuerzas Armadas de Nigeria que siguió al Consejo Supremo Militar de Nigeria de Muhammadu Buhari. 
Llegó al cargo mediante un golpe de Estado el 27 de agosto de 1985 y estuvo en el cargo hasta 27 de agosto de 1993, cuando, en medio de un clima de protestas motivado por la ilegalización de los partidos opositores, designó como sucesor a Ernest Shonekan, quien a su vez sería derrocado el 17 de noviembre de 1993, por un gobierno militar autoproclamado de transición a la democracia.

## Biografía

### Primeros años
Babangida nació en la ciudad de Minna, el 17 de agosto de 1941, en el seno de una familia musulmana, perteneciente a la etnia gwari. No se sabe en donde realizó sus estudios primarios, pero se sabe que cursó en la Escuela Militar de Kaduna y después en una Academia Militar en la India. Posteriormente, ingresó a las Fuerzas Armadas de Nigeria el 10 de diciembre de 1962, desempeñando funciones administrativas durante el régimen militar de Olusegun Obasanjo. Fue oficial durante la Guerra de Biafra (1967-1970) y fue comandante superior en la Academia de Defensa de Nigeria entre 1970 y 1972.

### Rol en golpes de Estado y juntas militares
Babangida participó en la junta militar de 1975 en la que Murtala Mohammed permanecerá en el poder hasta su asesinato en 1976 en un fallido golpe de Estado, tras lo cual Obasanjo asume el poder mediante otra junta militar, y en 1983 fue uno de los responsables del golpe de Estado que derrocó al presidente Shehu Shagari, siendo sucedido por el general Muhammadu Buhari. Luego de ello, Babangida fue miembro del Consejo Militar Supremo y comandante en jefe del Ejército de Nigeria.

### Golpe de Estado y Gobierno
A pesar de que cooperó para que Buhari asumiera la presidencia de Nigeria, el 27 de agosto de 1985, lideró un golpe de Estado, derrocando a Buhari, tomando el control del país e instaura el Consejo de Gobierno de las Fuerzas Armadas (AFRC). Durante su régimen inicial, se buscó la estructuración de las instituciones políticas del Estado, como el ingreso de Nigeria a la Organización para la Cooperación Islámica en 1986, la convocatoria a elecciones municipales en 1987, la creación de un texto constitucional que confirmaba la formación de Nigeria como un Estado federativo, elecciones a las Asambleas de los Estados en 1990, y la formación de una asamblea federal en 1992. Debido a las violentas protestas de 1987, Babangida permite la creación de dos partidos políticos: el Partido Socialdemócrata (SDP) y la Convención Nacional Republicana (NRC).
En 1990, Babangida sufrió un fallido golpe de Estado, en el cual toma represalias, ordenando la ejecución de 69 militares, y el arresto y tortura de numerosos civiles que supuestamente apoyaron el golpe. Ese mismo año se realizaron las primeras elecciones municipales, en la que participaron los dos únicos partidos políticos del país y al año siguiente se hizo lo mismo, tanto para cargos de gobernadores y parlamentarios de la Asamblea Legislativa de Nigeria. Sin embargo, en las elecciones presidenciales que se iban a realizar en 1992 y que se suponía que iba a ser una transcisión a la democracia, se pospusieron a 1993. Ese mismo año, Badangida disuelve la AFRC y se crea el Consejo Nacional de Transcisión. El 12 de junio de 1993, pierde ante su opositor, el socialdemócrata Moshood Abiola, pero se niega a aceptar su derrota y suspende el proceso de transcision, lo que genera una serie de protesta, y al saber que Abiola poseía apoyo tanto civil como militar, renuncia a la presidencia el 26 de agosto de ese mismo año.

## Controversias

### Casos de Corrupción
Tras diversas investigaciones, se pudo comprobar que Babangida realizó un blanqueo capital de $12 billones de dólares, a través de los beneficios petroleros a partir de la Guerra del Golfo. También se supo, por parte de Sahara Reporters, que durante su régimen llegó a estar a cargo de numerosas empresas e industrias del país, entre ellas la posesión del 65% de las acciones de Fruitex International London Limited, una compañía petrolera, ubicada en el Golfo Pérsico y el 24% de Globacom, la compañía de telecomunicaciones más grande de Nigeria. Hasta ahora, se estima que su patrimonio es de $50 billones de dólares.

#### Conflictos religiosos
Durante su gobierno, hubo diversas conflictos y confrontaciones entre cristianos y musulmanes, estos últimos, siendo apoyados por Babangida, a quién se le acusó de haberles alentado a instaurar la Ley Sharia en el norte del país (mayoritariamente musulmán) y la islamización de todo el país. También se le acusó de poner a musulmanes norteños en puestos clave de gobierno y del ejército, a fin de permanecer en el poder, sin el temor de ser derrocado por algún alto mando de aquellas instituciones ya mencionadas.

## Familia
Babangida contrajo matrimonio con Maryam Babangida el 6 de septiembre de 1969 y ambos llegaron a tener 4 hijos. Maryam falleció el 27 de diciembre de 2009, debido a que padecía cáncer de ovarios.

## Historial militar
- Subteniente (1963)
- Teniente (1966)
- Capitán (1968)
- Mayor (1970)
- Teniente coronel (1970)
- Coronel (1973)
- Brigadier (1979)
- Mayor general (1983)
- General (1987)

| Predecesor: Muhammadu Buhari | Jefe de Estado de la República Federal de Nigeria (Consejo de Gobierno de las Fuerzas Armadas) 1985-1993 | Sucesor: Ernest Shonekan |